# Weferlingen (Dettum)
Weferlingen ist ein kleines Dorf im Landkreis Wolfenbüttel in Niedersachsen und ein Ortsteil von Dettum.

## Geografie
Weferlingen liegt am nördlichen Talrand der Altenau zwischen den Orten Dettum, Mönchevahlberg, Groß Vahlberg, Eilum und Gilzum und den Höhenzügen Elm und Asse. Die Niederung der Altenau liegt auf etwa 90 m ü. NHN, die Kirche auf 100 m ü. NHN.

## Geschichte

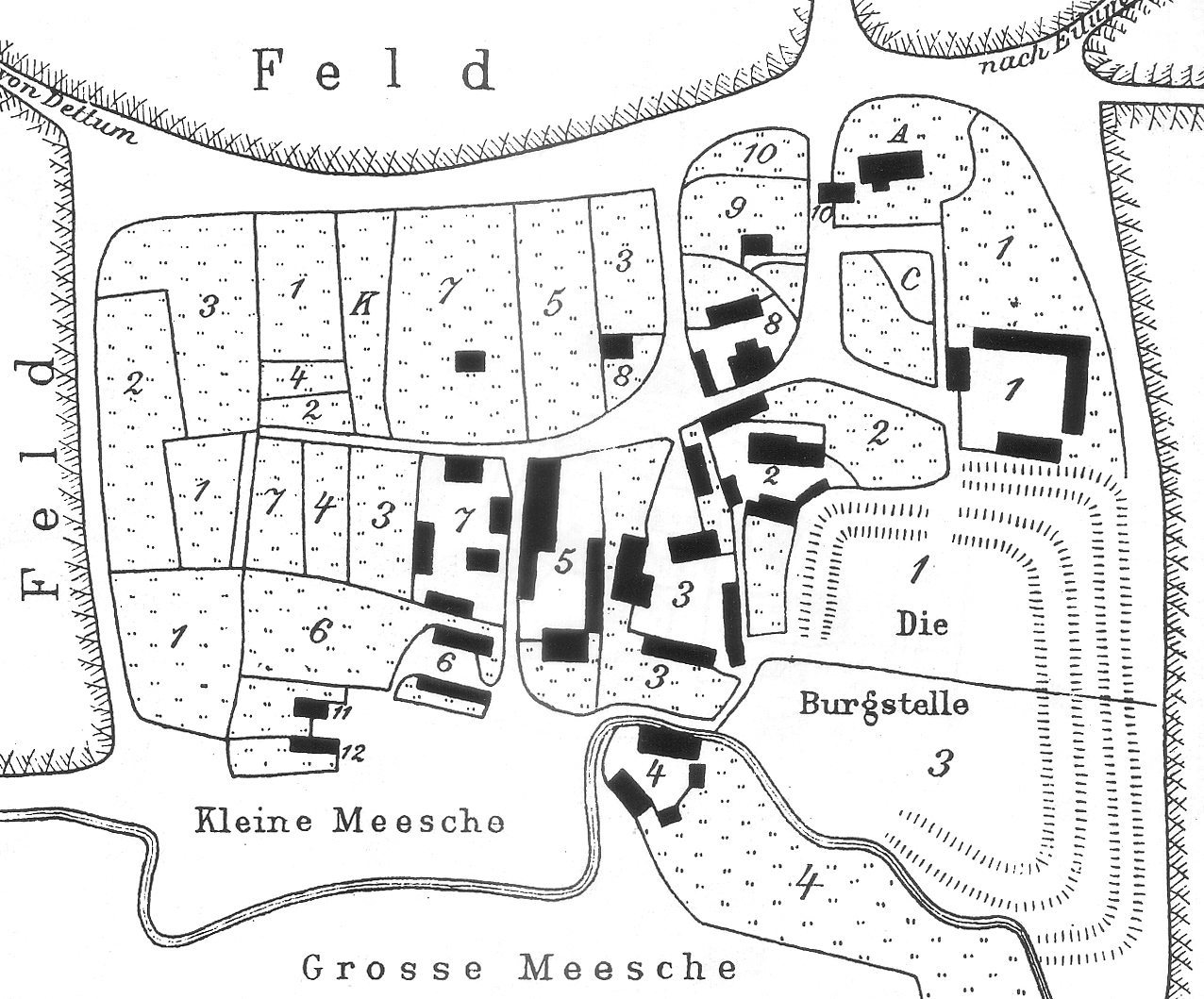
Grundstücksplan von Weferlingen mit Standort der Burg Weferlingen

Urkundlich wird Weferlingen 965 erstmals als Weiverlingi 965 erwähnt, 1266 als Weferlinge, 1300 als castrum Weferlinge und 1338 als Wevelinghe. Vermutet wird, dass der Ortsname von einem ehemaligen Treffpunkt der Weber stammt, aber auch nachgebendes und schwankendes Gelände wird so genannt.
In Weferlingen stand die Burg Weferlingen, deren Reste heute aus einer Grabenanlage und einem hohen Doppelwall bestehen. Die Burg derer von Weferlingen entstand vermutlich wegen der 1400 ausgebaute Handelsstraße von Hildesheim, die von da an in zwei Richtungen ostwärts fortgeführt werden sollte. Die südlichere lief über die nördlichen Uferhöhen der Altenau an Wendessen, Ahlum, Dettum, Eilum und Bansleben vorbei.
Früher gab es auch ein Gasthaus am Ortsende. Das Dorf Klein Weferlingen, das neben Weferlingen lag, wurde vermutlich im Dreißigjährigen Krieg zerstört.
Weferlingen besaß 1802 eine Kirche und Schule, einen Schriftsassenhof, drei Ackerhöfe, zwei Halbspännerhöfe, zwei Kothöfe und einige Brinksitzerstellen. Der Schriftsassenhof besaß Erbzinsland und Wiesen. Ferner gab es eine Mahlmühle im Dorf.
Während des Zweiten Weltkriegs kam es am 15. März 1944 zu einem Angriff US-amerikanischer Bomber auf das Dorf. Vermutlich hielten die Angreifer die rechteckigen Konturen der früheren Burgstelle für ein Munitionslager. Dabei zerstörten Fliegerbomben den romanischen Kirchenbau des Ortes, der Ende 1957 nach dem Wiederaufbau eingeweiht wurde.
Am 1. März 1974 wurde Weferlingen in die Gemeinde Dettum eingegliedert.

## Wappen
| | Blasonierung: „Gespalten von Rot und Gold, drei schrägrechts gestellte Rosen in verwechselten Farben.“ |
| Wappenbegründung: Weferlingen führt eine vereinfachte Version des Wappens der Familie von Weferlingen, die vom 13. bis zum 16. Jahrhundert im gespaltenen Schild fünf Rosen auf einem Schrägbalken (manchmal auch ohne diesen, manchmal einen Rautenkranz) im Schild führte. Das Wappen wurde von Wilhelm Heerde gestaltet und am 27. Juni 1967 durch den braunschweigischen Verwaltungspräsidenten genehmigt. | |